# Henrik Stenberg
Henrik Stenberg, född 15 januari 1990 i Uppsala, är en svensk innebandyspelare i Storvreta IBK och landslaget. Han har spelat hela sin karriär i Storvreta.